# Kim Jin-yi
Kim Jin-yi (nascida em 20 de junho de 1993) é uma handebolista sul-coreana. Integrou a seleção sul-coreana feminina que terminou na décima posição no handebol dos Jogos Olímpicos de Verão de 2016, realizados no Rio de Janeiro, Brasil. Atua como armadora esquerda e joga pelo clube Colorful Daegu. Competiu pela Coreia do Sul no Campeonato Mundial de Handebol Feminino de 2011 no Brasil e em 2013, na Sérvia.